# Limnophora irianensis
Limnophora irianensis är en tvåvingeart som beskrevs av Shinonaga 2005. Limnophora irianensis ingår i släktet Limnophora och familjen husflugor. Inga underarter finns listade i Catalogue of Life.